# Clarence Dickinson
Pour les articles homonymes, voir Dickinson.
Clarence Earle Dickinson, Jr., dit Clarence Dickinson (né le 1er décembre 1912 à Jacksonville et mort le 4 octobre 1984 à Los Olivos), est un militaire américain ayant servi comme pilote dans l'aéronavale américaine.

## Biographie
Clarence Dickinson sort de l'Académie navale d'Annapolis en 1934. Le jour de l'attaque japonaise sur la base de Pearl Harbour, son unité, la sixième escadrille, est en mer avec l'USS Enterprise (CV-6). Envoyé à Hawaii en mission de reconnaissance, son avion est attaqué par des chasseurs japonais qui l'abattent. Il réussit néanmoins à sauter en parachute et à se poser. Il participera ensuite au raid sur les îles Gilbert et Marshall, puis à la bataille de Midway (4-6 juin 1942) comme commandant en second de la sixième escadrille, alors commandée par son ami le Lieutenant Dick Best.
Il est à la fin de la guerre la seule personne à recevoir trois Navy Cross, et achève sa carrière militaire au grade de rear admiral (grade équivalent à celui de Vice Amiral).
Décédé le 4 octobre 1984, il est inhumé à Honolulu (Hawaï), au National Memorial Cemetery of the Pacific.

## Dans la culture populaire
- Dans le film Midway (2019), Clarence Dickinson est interprété par l'acteur américain Luke Kleintank